# Pachybrachis leonardii
Pachybrachis leonardii es una especie de insecto coleóptero de la familia Chrysomelidae.
Fue descrita científicamente en 2003 por Sassi & Schöller.